# Abraham A. Ribicoff
Abraham A. Ribicoff (New Britain, 1910. április 9. – New York, 1998. február 22.) az Amerikai Egyesült Államok szenátora (Connecticut, 1963–1981).